# Victoria Warpy
Victoria Warpy (* 6. Juni 1997) ist eine belgische Leichtathletin, die sich auf den Langstreckenlauf spezialisiert hat.

## Sportliche Laufbahn
Erste internationale Erfahrungen sammelte Victoria Warpy bei den Crosslauf-Europameisterschaften 2023 in Brüssel, bei denen sie nach 36:58 min auf den 32. Platz im Einzelrennen gelangte. Im Jahr darauf wurde sie bei den Crosslauf-Europameisterschaften in Antalya nach 26:54 min 23. und sicherte sich in der Teamwertung die Bronzemedaille hinter den Teams aus Italien und dem Vereinigten Königreich. Bei den erstmals ausgetragenen Straßenlauf-Europameisterschaften 2025 in Löwen wurde sie in 1:13:19 h 14. im Halbmarathon und sicherte sich in der Teamwertung die Goldmedaille.

## Persönliche Bestleistungen
- 10.000 Meter: 33:47,60 min, 18. Mai 2024 in Nijmegen
- 10-km-Straßenlauf: 32:56 min, 12. Januar 2025 in Valencia
- Halbmarathon: 1:12:36 h, 10. März 2024 in Gentbrugge